# أورينت كوين (1989)
أورينت كوين (بالإنجليزية: Orient Queen) هي سفينةٌ سياحيةٌ، بنيت في عام 1989 باسم فيستامار وتمت إعادة تسميتها في عام 2012.
تمتلك شركة أبو مرعي للرحلات البحرية السفينة، وفي 4 أغسطس 2020 كانت قد تعرضت السفينة لأضرارٍ بالغة بسبب انفجار نترات الأمونيوم الضخم في بيروت، حيث كانت راسيةً آنذاك في مرفأ بيروت، كما أُصيب العديد من الأفراد على متنها.